# Ремі Уден
Ремі Уден (фр. Rémi Oudin, нар. 18 листопада 1996, Шалон-ан-Шампань, Франція) — французький футболіст, атакувальний півзахисник італійського «Лечче».

## Ігрова кар'єра
У віці 11 - ти років Ремі Уден потрапив до футбольної школи клубу «Мец». пізніше він перейшов до академії «Реймса», де й почав свою професійну кар'єру.
Сезон 2015/16 футболіст почав у другій команді «Реймса» у Національному дивізіоні - 3. Своєю результативною грою Уден привернув до себе увагу і вже у серпні 2016 року він дебютував у першій команді «Реймса» у Лізі 2. У сезоні 2017/18 Ремі допоміг клубу виграти турнір Ліги 2 і підвищитися до Ліги 1. 11 серпня 2018 року півзахисник провів свою першу гру в елітному дивізіоні чемпіонату Франції, підписавши з клубом новий трирічний контракт.
Молодий талановитий футболіст привернув увагу ряду французьких та європейських клубів. І на початку 2020 року футболіст перейшов до «Бордо», з яким підписав контракт на чотири роки. Сезон 2022/23 Уден провів в оренді в італійському «Лечче». А після завершення терміну оренди, підписав з італійцями повноцінний контракт.

## Титули
Реймс
- Переможець Ліги 2: 2017/18